# ريتشارد ليم
ريتشارد ليم هو سياسي ماليزي، ولد في 23 ديسمبر 1946. انتخب عضو الجمعية التشريعية للإقليم الشمالي ‏.